# Hadjout
Hadjout là một đô thị thuộc tỉnh Tipaza, Algérie. Dân số thời điểm năm 2002 là 44.065 người.